# Патологическая обстоятельность
Патологическая обстоятельность (детализированность, вязкость, инертность, тугоподвижность, торпидность мышления) — в клинической психологии и психопатологии, — одно из расстройств мышления с нарушением течения ассоциаций, при котором нарушается его целенаправленность. Чаще всего встречается у больных эпилепсией, при органических заболеваниях головного мозга. Сопровождается снижением уровня мышления и тугоподвижностью, указывает на то, что интеллектуальные функции весьма ослаблены. Патологическая обстоятельность является менее тяжелым расстройством, чем тангенциальная речь и логорея, поскольку при патологической обстоятельности в речи больного сохраняется логическая последовательность изложения, и собеседник не испытывает затруднений в понимании смысла сказанного.

## Описание
Характеризуется склонностью к детализации, застреванию на частностях, «топтанием на месте», неспособностью отделить существенное от несущественного, главное от второстепенного, в чём выявляет понижение уровня процессов обобщения и абстрагирования. Детали отвлекают больного от последовательного изложения, из-за чего рассказ становится очень длинным, тщательная детализация речи ведёт к потере смысла и сути. Переход от одного круга представлений к другому (переключение) затруднён.
В речи таких больных часто встречаются персеверации, паузы, слова-паразиты («понимаешь», «так сказать», «значит»). Больной мало реагирует на наводящие вопросы собеседника, даже если они наталкивают его на основную тему разговора. При этом сменить тему разговора или прекратить его возможно не сразу, поскольку больной стремится довести начатый разговор до конца. Излагаемую информацию он строит «не в логической, а пространственно-временной ситуационной последовательности». Основное содержание сообщения не выделяется, не акцентируется.
Патологическая обстоятельность схожа с формализмом мышления, но имеет от него существенные отличия. При формализме больной, отвечая на вопрос, нередко игнорирует его по существу, сообщая о внешней стороне дела, случайных деталях, не связанных с другими подробностями и не имеющих значения. А при патологической обстоятельности общее множество деталей рассказа составляет единое целое, больной пытается ответить по существу.
Чаще всего обстоятельность проявляется у больных эпилепсией, мышление которых называют лабиринтным: они с затруднениями, путано, неточно, с повторениями выражают свои мысли. При эпилептической деменции обстоятельность и снижение уровня мыслительной деятельности проявляются наряду с замедлением психических процессов.
Пример разговора с больной эпилепсией с формирующимся концентрическим слабоумием и патологической обстоятельностью:
Обращение к врачу объясняет таким образом: «Я сегодня проснулась в 9 часов утра, а обычно я просыпаюсь в 7 часов. Болела голова, тело ломило. Так бывает после приступа. Извините, одеяла были мокрые. Сильно болел язык. За последнюю неделю это третий приступ, но после первых двух не болел язык и одеяла были сухие… По дороге я встретила соседку, она меня остановила и стала жаловаться на своего сына, который пьёт и нигде не работает». На желание врача прервать рассказ, больная ответила: «Вы извините, но этот сын был раньше хорошим человеком, работал, висел на Доске Почёта».В. Л. Гавенко, Б. С. Битенский
В некоторых случаях чрезмерная обстоятельность речи тем не менее не доходит до патологических форм. В частности, чрезмерной (но не патологической) обстоятельностью иногда отличается речь пожилых людей, а также лиц, страдающих неврозом навязчивых состояний.